# Radwan Masmoudi

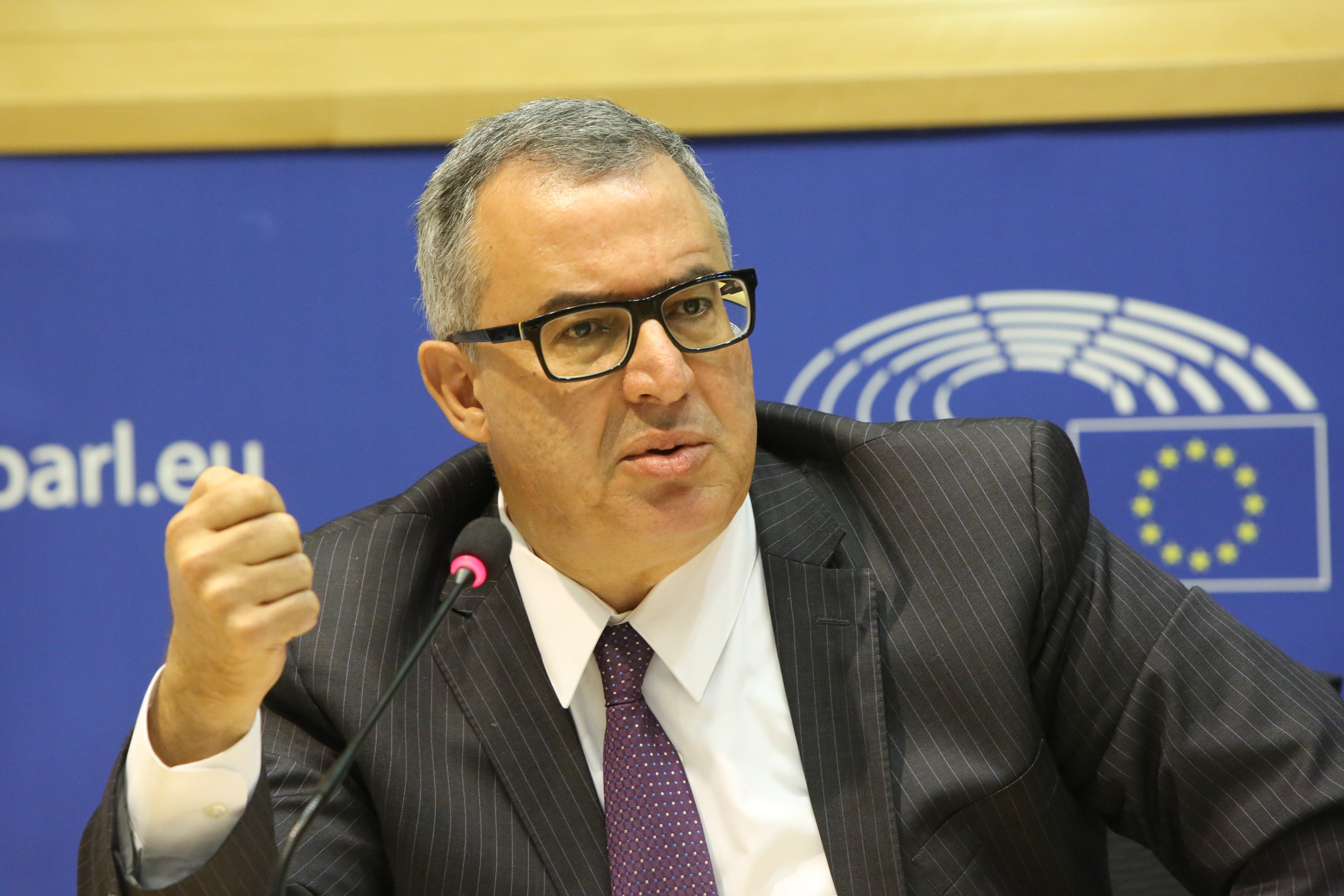
Radwan Masmoudi, 2019

Radwan Masmoudi (geb. 1963 in Tunesien) ist eine Persönlichkeit des Islams in den Vereinigten Staaten. Er ist der Gründer und Präsident des Center for the Study of Islam and Democracy (CDID; www.islam-democracy.org) mit Sitz in Washington, D.C., laut eigenen Angaben „a Washington-based non-profit think tank dedicated to promoting democracy in the Muslim world“. Er ist auch Herausgeber der vierteljährlich erscheinenden Zeitschrift Muslim Democrat des Zentrums. Er ist Verfasser zahlreicher Schriften. Masmoudi emigrierte 1981 in die Vereinigten Staaten. Er erwarb einen Ph.D. Abschluss am Massachusetts Institute of Technology (MIT) in Robotik, Automatisierung und Kontrolle und arbeitete anschließend als Ingenieur in der Forschung. Er ist verheiratet und hat vier Kinder.
Er war einer der Unterzeichner der Botschaft aus Amman (Amman Message).